# 하모리 거브리엘러
하모리 거브리엘러(Hámori Gabriella, 1978년 11월 1일 ~ )는 헝가리의 배우, 가수이다.

## 출연 작품
- 부다페스트 (2009)
- 더 라스트 리포트 온 안나 (2009) - 미미 역 (목소리)
- 이그잼 (2011) - 에바 역
- 미션 임파서블: 루벤 (2018) - 미미 역 (목소리)
- 더 게임 (2022) - 에버 역